# Hwasa
Ahn Hye-jin (em coreano: hangul: 안혜진; hanja: 安惠眞; romaniz.: Romanização revisada e McCune-Reischauer: An Hyejin; nascida em Jungang-dong, Wansan-gu, Jeju, Jeolla do Norte, Coreia do Sul, em 23 de julho de 1995), conhecida profissionalmente pelo seu nome artístico Hwasa (em coreano: hangul: 화사; hanja: 華莎; romaniz.: Romanização revisada e McCune-Reischauer: Hwasa), é uma rapper, cantora, compositora e modelo sul-coreana. É integrante do grupo feminino Mamamoo, que estreou em 18 de junho de 2014 com o single "Mr. Ambiguous".

## Biografia
Ahn Hye-jin nasceu em Jeju, Jeolla do Norte, Coreia do Sul onde morava com seus pais e duas irmãs mais velhas. Ela se formou na Wonkwang Information Arts High School junto de Wheein, sua colega de grupo e amiga de infância.

## Carreira
Em 18 de junho de 2014, Hwasa realizou sua estreia oficial como integrante do grupo feminino Mamamoo com o lançamento do single "Mr. Ambiguous", acompanhado pelo extended play intitulado "Hello". A primeira apresentação ao vivo do grupo ocorreu no programa musical M Countdown em 19 de junho. Em 2 de dezembro de 2016, Hwasa colaborou com Sojung em uma apresentação especial no Music Bank onde ela cantou a canção "Day By Day".
Em 25 de março de 2018, Hwasa lançou sua primeira música intitulada "Be Calm", que foi incluída no EP "Starry Night". No mesmo ano, a artista fez uma colaboração com o rapper Loco chamada "Don't". A música alcançou um all-kill em tempo real e um perfect all-kill. Hwasa ainda a performou no MAMA 2018, tornando-se uma das apresentações mais memoráveis do festival.
Em 13 de fevereiro de 2019, Hwasa estreou oficialmente como solista lançando a faixa "Twit". Logo em seu debut, Hwasa conseguiu sua primeira vitória em um programa musical. A música alcançou o primeiro lugar em diversos charts como o Melon, Genie e Bugs, rendendo a cantora 10 all-kill em tempo real.
Em 29 junho 2020, lançou seu primeiro extended play, intitulado "María". Hwasa ajudou a escrever e produzir o álbum que, segundo ela mesma, representa um diário de sua juventude. Atualmente, a faixa título conta com 33 milhões de visualizações no canal do Mamamoo e 251 milhões de visualizações no canal da 1thek no YouTube.
Em junho de 2023, após o expiração do seu contrato com a RBW Entertainment, Hwasa juntou-se à P Nation, empresa administrada por Psy. Porém, a cantora ainda permanece como integrante ativa do Mamamoo.

## Imagem pública
A primeira aparição de Hwasa no reality show I Live Alone rendeu-lhe os apelidos de “Deusa do Gopchang” e “Efeito Hwasa”. Desde então Hwasa conseguiu vender todos os itens que ela usava em seus vídeos, incluindo partituras no gravador, o Gopchang (prato coreano), e até mesmo seu bolinho de arroz frito com tofu para dietas especiais.

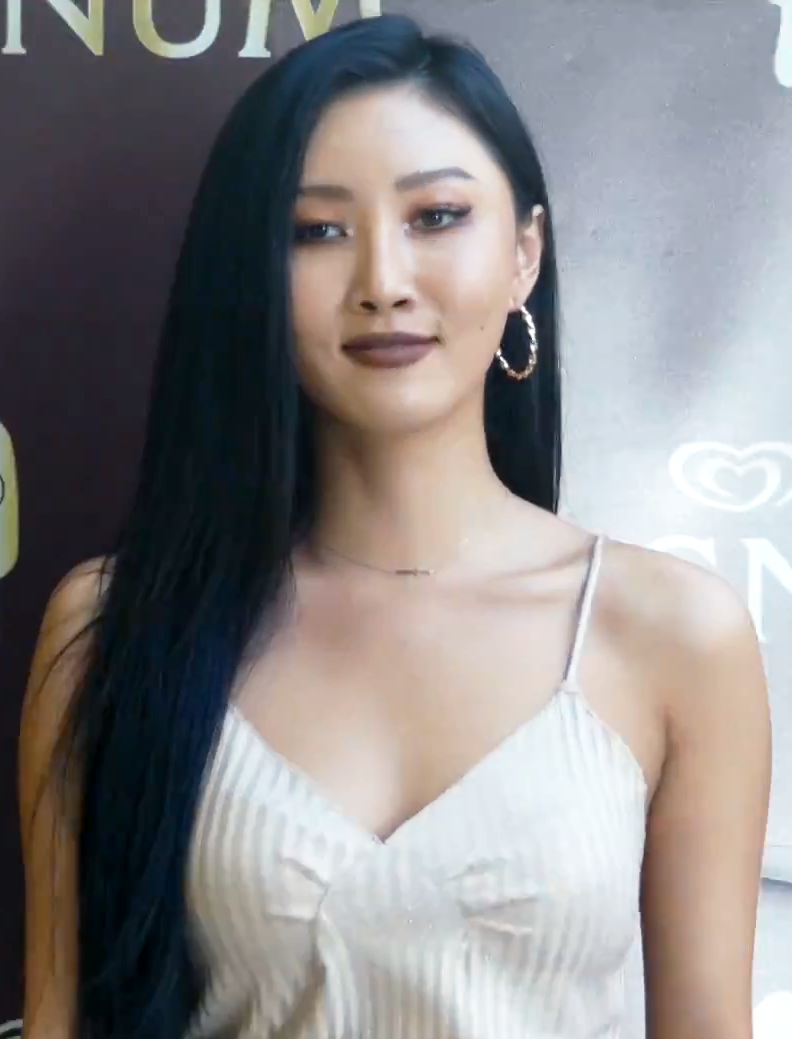
Hwasa na inauguração da Magnum Pleasure Store em Seul, em junho de 2018.

Hwasa também apareceu na revista Forbes Korea Power Celebrity (edição 26) em 2019.

## Discografia

### Extended Plays
| Título | Detalhes                                                                                          | Ponto mais alto nas paradas musicais | Ponto mais alto nas paradas musicais | Vendas |
| Título | Detalhes                                                                                          | Países                               | Países                               | Vendas |
| Título | Detalhes                                                                                          | Coreia do Sul                        | Mundo                                | Vendas |
| ------ | ------------------------------------------------------------------------------------------------- | ------------------------------------ | ------------------------------------ | ------ |
| María  | - Lançado em: 29 de junho de 2020 - Selo: RBW - Formatos: CD, download digital, streaming         | 1                                    | 7                                    | 66.121 |
| O      | - Lançado em: 19 de setembro de 2024 - Selo: P Nation - Formatos: CD, download digital, streaming | 9                                    | —                                    |        |

### Álbuns Single
| Título          | Detalhes                                                                                     | Ponto mais alto nas paradas musicais | Ponto mais alto nas paradas musicais | Vendas |
| Título          | Detalhes                                                                                     | Países                               | Países                               | Vendas |
| Título          | Detalhes                                                                                     | Coreia do Sul                        | Estados Unidos e resto do Mundo      | Vendas |
| --------------- | -------------------------------------------------------------------------------------------- | ------------------------------------ | ------------------------------------ | ------ |
| Guilty Pleasure | - Lançado em: 24 de novembro de 2021 - Selo: RBW - Formatos: CD, download digital, streaming | 1                                    |                                      | 37.308 |

### Singles
| Título                                                         | Álbum                     | Ano  | Detalhes | Ponto mais alto nas paradas musicais | Ponto mais alto nas paradas musicais | Ponto mais alto nas paradas musicais | Ponto mais alto nas paradas musicais | Ponto mais alto nas paradas musicais | Ponto mais alto nas paradas musicais | Ponto mais alto nas paradas musicais | Certificados    |
| Título                                                         | Álbum                     | Ano  | Detalhes | Países                               | Países                               | Países                               | Países                               | Países                               | Países                               | Países                               | Certificados    |
| Título                                                         | Álbum                     | Ano  | Detalhes | Coreia do Sul (Circle/Gaon)          | Coreia do Sul (Billboard)            | Japão                                | Malásia                              | Nova Zelândia (Hot)                  | Singapura                            | Estados Unidos e resto do Mundo      | Certificados    |
| -------------------------------------------------------------- | ------------------------- | ---- | -------- | ------------------------------------ | ------------------------------------ | ------------------------------------ | ------------------------------------ | ------------------------------------ | ------------------------------------ | ------------------------------------ | --------------- |
| "Twit" (멍청이)                                                | María                     | 2019 | -        | 1                                    | 1                                    | —                                    | —                                    | 22                                   | —                                    | 3                                    | —               |
| "María" (마리아)                                               | María                     | 2020 |          | 2                                    | 2                                    | 79                                   | 1                                    | —                                    | 5                                    | 6                                    | - KMCA: Platina |
| "I'm a B" (I'm a 빛)                                           | Guilty Pleasure           | 2021 |          | 94                                   | 61                                   | —                                    | —                                    | —                                    | —                                    | 7                                    | —               |
| "I Love My Body"                                               | Lançamento fora de álbuns | 2023 |          | 9                                    | 14                                   | —                                    | —                                    | —                                    | —                                    | 8                                    | —               |
| "NA"                                                           | O                         | 2024 |          | –                                    | –                                    | —                                    | —                                    | —                                    | —                                    | —                                    | —               |
| Lançamentos com "—" denotam que não alcançaram nenhuma posição |                           |      |          |                                      |                                      |                                      |                                      |                                      |                                      |                                      |                 |

| Título                                                                         | Ano          | Melhores posições nas paradas | Vendas          | Álbum               |
| Título                                                                         | Ano          | KOR                           | Vendas          | Álbum               |
| Colaborações                                                                   | Colaborações | Colaborações                  | Colaborações    | Colaborações        |
| ------------------------------------------------------------------------------ | ------------ | ----------------------------- | --------------- | ------------------- |
| "Dab Dab" com Moonbyul                                                         | 2016         | 69                            | - KOR: 31,040+  | Memory              |
| "Love Comes" with Esna                                                         | 2017         | —                             | —               | —                   |
| Como artista em destaque                                                       |              |                               |                 |                     |
| "Fingernail" (손톱) Phantom feat. Hwasa                                        | 2013         | —                             | —               | Phantom Theory      |
| "Break Up for You, Not Yet for Me" (넌 이별 난 아직) Park Shin-hye feat. Hwasa | 2013         | —                             | —               | The Heirs Remake    |
| —                                                                              |              |                               |                 |                     |
| "Drinks Up" Ja Mezz feat. Hwasa                                                | 2015         | —                             | —               | 1/4                 |
| "Mileage" Primary feat. Paloalto & Hwasa                                       | 2015         | 45                            | - KOR: 114,263+ | 2                   |
| "Call Me" (연락해) Basick and Lil Boi feat. Hwasa                              | 2015         | 26                            | - KOR: 105,060+ | Basick & Lil Boy    |
| "Love Talk" Kisum feat. Hwasa                                                  | 2015         | 43                            | - KOR: 81,336+  | —                   |
| "Ddang" (땡땡땡) Suran feat. Hwasa                                             | 2016         | —                             | —               | —                   |
| "Nice" Basick feat. G2 and Hwasa                                               | 2016         | 100                           | - KOR: 18,274+  | Nice                |
| "HookGA" High4:20 feat. Hwasa                                                  | 2016         | —                             | —               | —                   |
| "I Am Me" San E feat. Hwasa                                                    | 2017         | 61                            | - KOR: 28,700+  | Season of Suffering |
| "—" Denota lançamentos que não apresentaram gráficos.                          |              |                               |                 |                     |

### Créditos de composição e produção
| Ano  | Artista | Canção            | Função                 | Álbum      |
| ---- | ------- | ----------------- | ---------------------- | ---------- |
| 2014 | Mamamoo | "Pink Panties"    | Letrista e Compositora | —          |
| 2014 | Mamamoo | "Heeheehaheho"    | Letrista               | Hello      |
| 2014 | Mamamoo | "I Do Me"         | Letrista e Compositora | Hello      |
| 2015 | Mamamoo | "Freakin Shoes"   | Letrista e Compositora | Pink Funky |
| 2015 | Mamamoo | "Um Oh Ah Yeh"    | Letrista               | Pink Funky |
| 2016 | Mamamoo | "Taller Than You" | Letrista               | Melting    |
| 2016 | Mamamoo | "My Hometown"     | Letrista               | Melting    |
| 2016 | Mamamoo | "Recipe"          | Letrista e Compositora | Melting    |
| 2016 | Mamamoo | "Décalcomanie"    | Letrista               | Memory     |
| 2016 | Mamamoo | "Dab Dab"         | Letrista               | Memory     |
| 2016 | Mamamoo | "I Won't Let Go"  | Letrista               | Memory     |

## Filmografia

### Variedade de shows
| Ano       | Rede | Título                     | Papel          | Notas                                                 |
| --------- | ---- | -------------------------- | -------------- | ----------------------------------------------------- |
| 2017      | MBC  | King of Mask Singer        | Participante   | Episódios 111 e 112 como "Follow Me Aerobics Girl"    |
| 2018-2022 | MBC  | I Live Alone               | Elenco regular | A partir do episódio 247                              |
| 2020      | MBC  | Hangout With Yoo           | Elenco regular | Episódios 56–68 como parte do Refund Sisters (Sil Bi) |
| 2020      | JTBC | Hidden Singer              | Participante   | [ 22 ]                                                |
| 2022-2023 | tvN  | Hwasa Show                 | Apresentadora  | [ 23 ]                                                |
| 2023      | tvN  | Dancing Queens on the Road | Elenco membro  | [ 24 ]                                                |